# Howard Phillips Lovecraft
Howard Phillips Lovecraft (20. srpna 1890 Providence – 15. března 1937 Providence) byl americký básník, spisovatel, esejista a amatérský žurnalista věnující se literární tvorbě v oblasti fantasy, science fiction a především hororu, které kombinoval v tehdejším oblíbeném žánru „weird fiction“. Lovecraft se nicméně po celý život potýkal s finančními obtížemi, které řešíval ghostwritingem. Měl pověst výstředního samotáře, laskavého přítele i nesmírně sečtělého učence, jenž se zabýval rozsáhlým amatérským studiem astronomie, chemie, geologie, historie, filosofie, antropologie, literatury i architektury.
Lovecraft se proslavil především svými povídkami, pojednávajícími o mýtu Cthulhu, popisující podivné a temné síly, které obývaly Zemi milióny let před vznikem lidstva. Jeho tvorba je nesena v duchu tísnivého kosmického indiferentismu, který poukazuje na to, že realita je pouze křehká, iluzivní skořápka, dělící lidské vnímání od nesmírně bezútěšné a děsivé existence v chladném, lhostejném vesmíru. Odhalení, která hrdinové děl učiní, vedou často ke tragickému sestupu v šílenství. Krom toho je i autorem snového cyklu, jenž se vyznačuje velice květnatým a básnivým jazykem, vyobrazením krás lidských snů a mýtů. Jedním z nejznámějších motivů je však pradávná kniha Necronomicon od fiktivního arabského učence Abdula Alhazreda, jejíž promyšlená mystifikace vedla často k přesvědčení veřejnosti o jeho skutečné pravosti.
Ačkoli za svého života nebyl příliš čten a zemřel v chudobě, prostřednictvím hrstky svých přátel, kteří začali soustavně vydávat jeho dílo, se H. P. Lovecraft stal jedním z nejvlivnějších hororových autorů 20. století a průkopníkem moderního hororu.

## Biografie

### Mládí
Narodil se na 194 Angell Street v městě Providence, které mj. obdivoval po celý svůj život a o kterém se v mnoha svých básních zmiňuje, v rodině Winfielda Scotta Lovecrafta, obchodního cestujícího s klenoty, a Sarah Susan Phillips Lovecraftové, která se velmi zajímala o dějiny svého rodu počínající Georgem Phillipsem, jenž již kolem roku 1630 připlul mezi prvními anglickými přistěhovalci na území Nové Anglie. V dětství byl Howard velmi rozmazlován a hýčkán. Byl vychováván v odloučení od okolního světa a většinu svého času trávil poklidnou četbou a denním sněním v prostorných, tmavých chodbách rodného domu, který byl, jak mnozí říkali, velmi neudržovaný a zanedbaný, a prakticky po zbytek života Howard působil dojmem chudého aristokrata.
Toto období ovšem náhle přerušila tragédie v roce 1893, kdy byly Lovecraftovi pouhé tři roky. Jeho otec tehdy podstupoval další obvyklou obchodní cestu v Chicagu, po návratu na hotelový pokoj však utrpěl psychické zhroucení, načež byl převezen zpátky do Providence, do Butlerovy nemocnice pro duševně choré. Lovecraft ani jeho matka Winfielda nicméně nenavštěvovali, jelikož byli informováni, že jejich otec a muž je zcela paralyzovaný a neschopný komunikace. Není známo, zdali si byl Lovecraft vědom příčiny otcovy nemoci, ačkoliv, jak dokládají mnohé dopisy, byl nejspíše po celý svůj život přesvědčen, že otcova „mrtvice“ byla důsledkem dlouhodobého vyčerpání a stresu z četných studií a úmorné obchodní práce. W. S. Lovecraftovi byla ve skutečnosti diagnostikována progresivní paralýza, mozková forma pozdní syfilis. Lovecraftův otec se během svého pětiletého dožívání projevoval agresivně a často celé hodiny hlasitě opakoval nesmyslné útržky vět, ve stavu pokročilé demence byl jeho stav komplikován proleženinami, později zemřel v důsledku epileptického záchvatu. Lovecraftova matka v tomto období navíc uschovávala arzenovou tinkturu, která se tehdy využívala jako preventivní lék proti syfilidě.

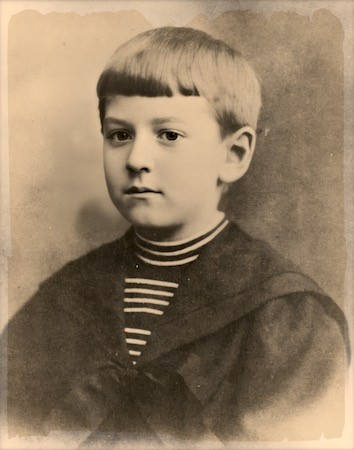
H. P. Lovecraft, pravděpodobně ve věku osmi let.

Dále jej tedy vychovávala jeho značně neurotická, panovačná a chorobně starostlivá matka, dvě tety (Lillian Delora a Annie Emeline Phillipsovy), které se z něj snažily vychovat pravého gentlemana, a jeho dědeček Whipple Van Buren Phillips, majetný průmyslník, který v něm zažehl celoživotní lásku k tajemnu a E. A. Poeovi. Jeho matka v rozmazlování svého syna pokračovala, takže mohl jíst cokoli a kdykoli chtěl a mohl jít spát, kdy se mu zachtělo. Chodíval tehdy spát ve velmi pozdních hodinách. Vyhýbal se spánku, jelikož právě v tomto období začal trpět nočními můrami a možná i pavor nocturnus. Jeho vztah k matce byl velmi rozpolcený až patologický, takže přestože jej jeho matka velmi milovala, určitou měrou ho i nenáviděla. Obviňovala jej z otcova úmrtí a byla přesvědčena, že její syn je mimořádně ošklivý.
Lovecraft byl předčasně vyspělý a velmi inteligentní chlapec, který se naučil číst již ve dvou letech. Během dětství i dospívání ale často stonal, ačkoliv je zřejmé, že původ těchto chorob byl částečně psychický. Povahou byl svárlivý, samotářský a neústupný introvert, proto také navštěvoval školu jen velice zřídka. Toto obcházení školní docházky umocnila skutečnost, že byl občas i šikanován a odmítán jak svými vrstevníky, tak i sousedy, kteří jej považovali přinejmenším za podivína, stejně tak jako jeho rodinu. Mezi jeho nejranější četbu patřily Homérovy eposy, k nimž dokonce přidružil i vlastní básně, či pohádky tisíce a jedné noci, které podnítily jeho lásku ke starověké historii. Postupem času si oblíbil také makabrózní literaturu Edgara Allana Poea, který se po zbytek jeho života stal jeho nejvýznamnějším literárním vzorem. Velmi se mu zalíbily i přírodní vědy, zejména chemie a astronomie. Postupem času se více a více obracel k minulosti a vzorem společnosti, za ideály vyspělé kultury považoval 18. století a řecký helénismus. Od dvanácti let se jeho zájem o astronomii přerodil ve skutečnou vášeň, a přestože se vzdělával sám, vyznal se v astronomii natolik, že publikoval články v městském deníku Providence Journal. Byl rovněž obeznámen s pracemi mnoha fyziků a velmi se zajímal o teorie Alberta Einsteina.
Několik měsíců před dokončením střední školy se nervově zhroutil, jelikož jeho dědeček zemřel a rodinný krb tím přišel o svoji nejvýznamnější podporu. Lovecraftovi byli nuceni přestěhovat se do jiné čtvrti a menšího domu. Tou nejvýznamnější příčinou jeho zhroucení ale byl pravděpodobně zánik jeho snu o dráze astronoma. Zjistil, že pro tuto vědu dostatečně neovládá tolik potřebnou matematiku, která mu vždy činila nemalé obtíže. Nikdy tedy nedokončil středoškolské vzdělání, i když si velice přál studovat na Brownově univerzitě. V tomto duševním rozpoložení strávil celých pět let, z domu vycházel pouze v noci, trpěl úpornými bolestmi hlavy a dokonce zvažoval i sebevraždu. Po několika letech tohoto poustevnictví se poprvé objevil na veřejnosti, když pro redakci časopisu The Argosy sepsal veršovanou stížnost, kde kritizoval fádní a komerční romance Freda Jacksona. Tyto články poté zaujaly prezidenta UAPA (United Amateur Press Association) Edwarda F. Daase, který jej obratem přizval ke spolupráci. V tomto období rovněž vznikla jeho prvotní díla The Tomb a Dagon. Začal také pěstovat svoji novou vášeň – dopisování. Lovecraft byl vášnivý dopisovatel, přičemž s touto zálibou začal poměrně brzy po svém nervovém otřesu, kdy si dopisoval s bratrancem. Následně se tento tzv. Lovecraftův kruh rozšiřoval. Velmi často také datoval své dopisy o dvě stě let zpět, tedy do dob před americkou revolucí. Mezi jeho korespondenty a přátele (právě díky dopisování se plachý Lovecraft s mnohými s nich setkal i osobně, načež vznikla pevná přátelství) patřili např. Robert E. Howard (autor knih o Conanovi), nadaný básník Clark Asthon Smith, nebo Robert Bloch (autor příběhu Psycho). V roce 1919 byla jeho matka, která se nikdy nevyrovnala s duševním onemocněním a ztrátou svého muže, hospitalizována v téže léčebně jako její manžel. Po celou dobu jí byl její syn nablízku. Roku 1921 zemřela na následky nepovedené operace močového měchýře. Tato ztráta Lovecrafta natolik poznamenala, že jej opět postihly i sebevražedné myšlenky, ovšem po čase se zotavil a navštívil shromáždění amatérských žurnalistů UAPA.

### New York
Zde se seznámil se svojí budoucí chotí Soniou Green (1883–1972), původem ukrajinskou židovku, která v něm nalezla zalíbení a dvořila se mu. Lovecraft se do ní rovněž zamiloval a zbožňoval diskuze o filosofii a literatuře, které s ní vedl. Společně, aniž by cokoli oznámili Howardovým upjatým tetám, se odstěhovali do New Yorku, do čtvrtě Brooklyn. Zprvu bylo toto město pro Howarda zdrojem velkého úžasu a inspirace, postupně však na New York zanevíral. Jejich manželství ale zůstalo nenaplněno, jelikož Lovecraft měl značnou averzi k intimnímu styku (Lovecraft byl pravděpodobně asexuálem; jistý vliv zde také sehrála skutečnost silného komplexu méněcennosti, který v něm vypěstovala jeho matka). Sonia vlastnila obchod s klobouky, ten ale brzy zkrachoval a její zdravotní stav se zhoršil. Byla tedy donucena k pobytu v lázních, odkud i nadále Lovecrafta podporovala. On sám nemohl nalézt žádné zaměstnání, jelikož se v podstatě jednalo o čtyřiatřicetiletého muže bez jakýkoliv pracovních zkušeností. Po dvou letech se pár přátelsky rozešel, i když se nikdy úředně nerozvedli. Lovecraft zde ještě po delší dobu pobýval, ovšem postupem času se mu New York natolik znelíbil (především z rasových důvodů), že sepsal i značně xenofobní a rasistickou povídku The Horror at Red Hook. Později cestoval po východním pobřeží USA.

### Návrat do Providence

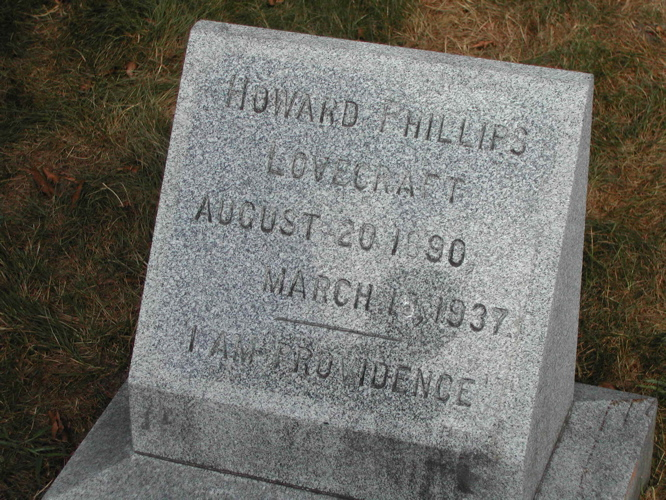
Hrob H. P. Lovecrafta

Roku 1933 se vrátil zpět do rodné Providence, kde se zabydlel v malém domě na předměstí, 10 Barnes Street, stejnou adresu měl i dr. Willet v románu Podivný případ Charlese Dextera Warda. Zde poté sepsal svá nejznámější a nejvýznamnější díla, jako jsou The Call of Cthulhu, The Shadow over Innsmouth, At the Mountains of Madness, The Shadow out of Time nebo The Dream-quest to unknown Kadath. Přijímal začínající mladé spisovatele a obdivovatele, kterým pomáhal, radil a také je zahrnul do svého širokého epistolárního kruhu. V roce 1936 jej velice zasáhla smrt jeho dobrého přítele R. E. Howarda, který spáchal sebevraždu, a také jeho vlastní smrtelné onemocnění, když u něj byla diagnostikována rakovina střev, posílená navíc chronickým zánětem ledvin (Brightova nemoc). Lovecraft považoval své obtíže za pouhou chřipku, ačkoliv jej sužovala po celý rok. Roku 1937 byl přijat do nemocnice, jediné co však mohli lékaři dělat, bylo podávat nemocnému Lovecraftovi morfin pro utišení bolesti. Básníkův postoj ke svému stavu byl značně stoický a odevzdaný. Své dojmy zaznamenával v tzv. deníku smrti. V nepřetržitých bolestech ještě téhož roku zemřel. Byl pohřben v rodinném hrobě, nicméně jeho přátelé mu postavili hrob vlastní, zdobený úryvkem z jeho oblíbené básně, znějící: „I AM PROVIDENCE“. Rovněž pokračovali v šíření jeho mýtu Cthulhu a nadále tiskli jeho práce, které se ve své úporné sebekritice často zdráhal vydat.

## Tvorba
Mezi jeho tvorbu patří výlučně básně, povídky, novely, eseje a novinové články, které byly vydávány pouze časopiseckou formou, a to společnostmi, jako byly Astounding stories, The Argosy, Weird Tales, Tryout, atd. V měkké vazbě vydal pouze dvě práce: Odstrašující dům (The Shunned House, 1928) a Stín nad Innsmouthem (The Shadow Over Innsmouth, 1936). Je rovněž považován za přímého následovníka E. A. Poea. Díky podobnosti stylu i žánru je dokonce nazýván Poem 20. století. Nejvýznamnějším motivem v jeho celoživotním díle je narušení nám známého trojrozměrného světa a jeho zákonů. Ve spise Nadpřirozená hrůza v literatuře poté definoval hororový žánr a shrnul i jeho dosavadní historii. Svému vzoru-Poeovi věnoval hned celou kapitolu.
Lovecraft byl značně sebekritický a mnoho svých prací zničil, nebo zcela zavrhl. Za svoji nejlepší považoval The Colour Out of Space, obdobné obliby se dostalo pouze několika dalším dílům z jeho rozsáhlé tvorby.
V jeho povídkách se velmi často objevují pradávné, většinou mimozemské rasy uctívající temná božstva. Tito bohové i jejich stoupenci však byli z tohoto světa vyhoštěni. Mohou se ale vrátit a vrátí se. Dalo by se říci, že všechny jeho práce i celoživotní postoj vůči světu byl tedy hluboce pesimistický až cynický, současně však mnohokrát uplatňoval i svůj smysl pro humor a jemnou ironii.
Mezi hlavní náměty se řadí např. mystické směřování k tragickému osudu a nemožnost mu utéct – naopak nutkavé přesvědčení hrdiny, že musí pokračovat dále do neznáma, mimozemské bytosti z rozličných rozměrů lhostejné k člověku, zneužívání vědy, existenciální úzkost, strach z rozpadu osobnosti, zobrazení prázdnoty a kosmické nicoty…
H. P. Lovecraft kupříkladu varoval před vytvořením nukleárních zbraní i bezohledným výzkumem. Ve svém díle Ve zdech Eryxu popsal vzdálenou budoucnost, kde pozemské výpravy ve vesmírných lodích podnikají nájezdy, Conquistu, za cílem uloupení krystalické substance mimozemské rase na Venuši.
Ve velmi známé a opakovaně zfilmované povídce Herbert West-Reanimátor se také objevuje jeho poněkud komický rasismus a xenofobie. Velkou část svého života byl totiž velmi silně xenofobně zaměřen, a to navzdory tomu, že byl zatvrzelým zastáncem prezidenta Franklina Delano Roosevelta, sám se prohlašoval za „New Deal demokrata a antikomunistu“. Až ke konci života tyto postoje přehodnotil a velice se za ně styděl. Jeho rasismus a xenofobie jsou označovány za komické, jen proto, že mnoho jeho přátel patřilo k odlišnému etniku, a to včetně jeho ženy (byla ukrajinskou židovkou). V jeho díle se ženské postavy vyskytují jen velmi omezeně a nikdy nezaujímají významné role. Je proto občas kritizován pro misogynitu. Malé množství ženských postav však svědčí spíše o jeho plachosti a nesmělosti vůči ženám v osobním životě.
Věnoval se rovněž redigování, opravám či anonymnímu psaní na zakázku pro jiné autory. Tímto způsobem vnikla např. povídka Pod pyramidami (anglicky „Imprisoned with the Pharaohs“, někdy také nazvaná jako „Under the Pyramids“), která byla napsaná na zakázku pro iluzionistu Harryho Houdiniho, který byl posléze uváděn jako autor; povídka vyšla v roce 1924 v časopise Weird Tales. Podobným způsobem se Lovecraft podílel na dílech jiných autorů se kterými ve větší či menší míře spolupracoval (např. Adolphe Danziger De Castro, Zealia Bishopová nebo Winifred V. Jacksonová).

## Osobnost
Howard Phillips Lovecraft oplýval vysokou inteligencí, mimořádnou pamětí a tvořivostí. Byl to tichý, melancholický, zádumčivý a zasněný člověk velmi laskavé a úzkostné povahy, a ačkoli jeho tvorbě dominovala především nadpřirozená témata, sám byl osobou racionální. Netajil se svojí anglofilií, ani láskou ke kočkám či minulosti. Také jej velmi zajímaly jeho sny. Zbožňoval vycházky po starobylých městech, v křivolakých uličkách, ve volné krajině a v přírodě. Netajil se ale také svoji nechutí k odlišným rasám, jazzu, náboženství, sportu, a modernímu ezoterismu. Jeho filosofický pohled byl značně existenciální. Byl zastáncem mechanického racionalismu a nihilismu. Lovecraft byl vášnivým čtenářem, ve své soukromé knihovně vlastnil kolem 2 000 knih, včetně děl velmi starých a cenných.
Pokud jde o jeho náboženské přesvědčení, v dopise R. E. Howardovi napsal: „Celkově vzato si myslím, že existence ústřední kosmické vůle nebo věčného setrvání osobnosti je zatraceně nepravděpodobná. Jsou to ty nejsměšnější a nejnesmyslnější věci, jaké může kdokoli říct o vesmíru, a já nejsem tak slovíčkářský, abych nepředstíral, že je pokládám za bludný a nesmyslný přelud. Teoreticky jsem agnostik, ale než to bude se vší rozhodností prokázáno, musím se prozatímně a teoreticky řadit k ateistům.“ Většina postav Lovecraftových děl jsou pozitivisticky uvažující jedinci, kteří věří spíše vědě než náboženství, tento názor zřejmě odráží přesvědčení Lovecrafta samotného (přestože i tento apriorní pozitivismus Lovecraft nezřídka kritizuje a paroduje, např. v povídce Herbert West–Reanimator). Jeho fikce jsou někdy citovány jako příklad tzv. misoteismu, totiž přesvědčení, že božstva sice existují, ale jsou zlá a vůči člověku nepřátelská. Fiktivní náboženství z Lovecraftových děl tento názor sice implikují, Lovecraft sám jej však nikdy nezastával.
Trpěl nesčetnými psychosomatickými obtížemi, které se podepisovaly na jeho astenickém vzezření. Rovněž byl vystaven nepřetržitým obavám o vlastní duševní zdraví, vzhledem k určité rodinné zátěži, vzhledem k hysterii a depresím své matky, ale i onemocnění svého otce, ačkoliv příčina jeho stavu byla organická. Matka byla během Lovecraftova dětství připravena ošetřit svého syna v případě projevů vrozené syfilis, a také vzhledem k vlastnímu zhroucení v osmnácti letech, kdy mimo jiné trpěl i obličejovými tiky, atd. V jistém období zase přechodně téměř ztrácel sluch, stav měl ale krátkého trvání, jelikož jeho příčinou byla zatvrdlá vrstva ušního mazu. Mnohem horší byly jeho obtíže s termoregulačním systémem, což se odráželo v jeho přecitlivělosti na chlad. Je známo, že při jedné své procházce v dvacetistupňovém mrazu upadl do bezvědomí. Ve svých dopisech se poté přiznával, že objevil v jednoduchém prvku mrazu silný zdroj inspirace. Trápily jej i časté noční můry, v dětství údajně i noční děsy.
K jeho křehkému zdraví nepřispívala ani obliba v nezdravém jídle; zbožňoval kávu, čokoládu, sýry, hranolky. S pozdější nepříznivou finanční situací se stravoval nepravidelně a málo, což se projevilo jeho pozdějšími obtížemi s trávením a možná i rakovinou střev.

## Výběr z díla

### Samostatně napsané prózy
Datování je převzato z publikace An H. P. Lovecraft Encyclopedia.
| Název                                                        | Původní název                                            | Napsáno                             | Poprvé publikováno     | Žánr                           |
| ------------------------------------------------------------ | -------------------------------------------------------- | ----------------------------------- | ---------------------- | ------------------------------ |
| „Alchymista“                                                 | „The Alchemist“                                          | 1908                                | listopad 1916          | povídka                        |
| „Hrobka“                                                     | „The Tomb“                                               | červen 1917                         | březen 1922            | povídka                        |
| „Dagon“                                                      | „Dagon“                                                  | červenec 1917                       | listopad 1919          | povídka                        |
| „Vzpomínání na dr. Samuela Johnsona“                         | „A Reminiscence of Dr. Samuel Johnson“                   | léto – raný podzim 1917             | září 1917              | povídka                        |
| „Polaris“                                                    | „Polaris“                                                | jaro–léto 1918                      | prosinec 1920          | povídka                        |
| „Za stěnou spánku“                                           | „Beyond the Wall of Sleep“                               | jaro 1919                           | říjen 1919             | povídka                        |
| „Paměť“                                                      | „Memory“                                                 | jaro 1919                           | květen 1923            | krátká povídka / báseň v próze |
| „Starý poděs“                                                | „Old Bugs“                                               | asi červenec 1919                   | 1959                   | povídka                        |
| „Proměna Juana Romera“                                       | „The Transition of Juan Romero“                          | 16. září 1919                       | 1944                   | povídka                        |
| „Bílá loď“                                                   | „The White Ship“                                         | asi říjen 1919                      | listopad 1919          | povídka                        |
| „Jak bylo zahlazeno město Sarnath“                           | „The Doom that Came to Sarnath“                          | 3. prosince 1919                    | červen 1920            | povídka                        |
| „Výpověď Randolpha Cartera“                                  | „The Statement of Randolph Carter“                       | prosinec 1919                       | květen 1920            | povídka                        |
| „Ulice“                                                      | „The Street“                                             | konec roku 1919                     | prosinec 1920          | povídka                        |
| „Hrůzný stařec“                                              | „The Terrible Old Man“                                   | 28. ledna 1920                      | červenec 1921          | povídka                        |
| „Ultharské kočky“                                            | „The Cats of Ulthar“                                     | 15. června 1920                     | listopad 1920          | povídka                        |
| „Strom“                                                      | „The Tree“                                               | leden-červen 1920                   | říjen 1921             | povídka                        |
| „Celephaïs“                                                  | „Celephaïs“                                              | začátek listopadu 1920              | květen 1922            | povídka                        |
| „Z neznámého světa“                                          | „From Beyond“                                            | 16. listopadu 1920                  | červen 1934            | povídka                        |
| „Chrám“                                                      | „The Temple“                                             | asi červen–listopad 1920            | září 1925              | povídka                        |
| „Nyarlathotep“                                               | „Nyarlathotep“                                           | asi listopad 1920                   | listopad 1920          | povídka / báseň v próze        |
| „Obrázek v domě“ (též „Rytina v domě“)                       | „The Picture in the House“                               | 12. prosince 1920                   | léto 1921              | povídka                        |
| „Fakta ohledně zesnulého A. Jermyna a jeho rodiny“           | „Facts Concerning the Late Arthur Jermyn and His Family“ | podzim 1920                         | březen a červen 1921   | povídka                        |
| „Bezejmenné město“                                           | „The Nameless City“                                      | leden 1921                          | listopad 1921          | povídka                        |
| „Iranonovo hledání“                                          | „The Quest of Iranon“                                    | 28. února 1921                      | červenec–srpen 1935    | povídka                        |
| „Měsíční močál“                                              | „The Moon-Bog“                                           | 10. března 1921                     | červen 1926            | povídka                        |
| „Ex oblivione“ (též „Ze zapomnění“)                          | „Ex Oblivione“                                           | 1920 – březen 1921 (nejisté)        | březen 1921            | povídka                        |
| „Ti druzí bohové“ (též „Cizí bozi“)                          | „The Other Gods“                                         | 14. srpna 1921                      | listopad 1933          | povídka                        |
| „Vyvrženec“ (též „Vyděděnec“, „Divák“)                       | „The Outsider“                                           | jaro–léto 1921                      | duben 1926             | povídka                        |
| „Hudba Ericha Zanna“                                         | „The Music of Erich Zann“                                | prosinec 1921                       | březen 1922            | povídka                        |
| „Sladká Ermengarda“                                          | „Sweet Ermengarde“                                       | asi 1919–21?                        | 1943                   | povídka                        |
| „Hypnos“                                                     | „Hypnos“                                                 | březen 1922                         | květen 1923            | povídka                        |
| „Co přináší luna“                                            | „What the Moon Brings“                                   | 5. června 1922                      | květen 1923            | povídka                        |
| „Azathoth“                                                   | „Azathoth“                                               | červen 1922                         | červen 1938            | nedokončený román (fragment)   |
| „Herbert West: reanimátor“                                   | „Herbert West–Reanimator“                                | říjen 1921 – červen 1922            | únor–červenec 1922     | povídka                        |
| „Slídič“ (též „Pes“)                                         | „The Hound“                                              | říjen 1922                          | únor 1924              | povídka                        |
| „Číhající děs“                                               | „The Lurking Fear“                                       | listopad 1922                       | leden–duben 1923       | povídka                        |
| „Krysy ve zdech“                                             | „The Rats in the Walls“                                  | srpen–září 1923                     | březen 1924            | povídka                        |
| „Nepojmenovatelné“                                           | „The Unnamable“                                          | září 1923                           | červenec 1925          | povídka                        |
| „Slavnost“                                                   | „The Festival“                                           | říjen 1923                          | leden 1925             | povídka                        |
| „Prokletý dům“                                               | „The Shunned House“                                      | říjen 1924                          | říjen 1937             | povídka                        |
| „Děs redhookské čtvrti“                                      | „The Horror at Red Hook“                                 | 1.–2. srpna 1925                    | prosinec 1926          | povídka                        |
| „On“                                                         | „He“                                                     | 11. srpna 1925                      | září 1926              | povídka                        |
| „V hrobce“ (též „V kryptě“)                                  | „In the Vault“                                           | 18. září 1925                       | listopad 1925          | povídka                        |
| „Chladný vzduch“                                             | „Cool Air“                                               | únor 1926                           | březen 1928            | povídka                        |
| „Volání Cthulhu“                                             | „The Call of Cthulhu“                                    | srpen–září 1926                     | únor 1928              | povídka                        |
| „Pickmanův model“                                            | „Pickman's Model“                                        | září 1926                           | říjen 1927             | povídka                        |
| „Podivný dům vysoko v mlze“                                  | „The Strange High House in the Mist“                     | 9. listopadu 1926                   | říjen 1931             | povídka                        |
| „Stříbrný klíč“                                              | “The Silver Key“                                         | listopad 1926                       | leden 1929             | povídka                        |
| „Snové putování k neznámému Kadathu“                         | „The Dream-Quest of Unknown Kadath“                      | říjen 1926 – 22. ledna 1927         | 1943                   | novela                         |
| Případ Charlese Dextera Warda                                | The Case of Charles Dexter Ward                          | leden – 1. března, 1927             | květen a červenec 1941 | román                          |
| „Barva z kosmu“ (též „Barva z vesmíru“)                      | „The Colour Out of Space“                                | březen 1927                         | září 1927              | povídka                        |
| „Potomek“                                                    | „The Descendant“                                         | začátek roku 1927                   | 1938                   | nedokončená povídka            |
| „Prastarý lid“                                               | „The Very Old Folk“                                      | 3. listopadu 1927                   | léto 1940              | výňatek z dopisu               |
| „Historie Necronomiconu“                                     | „History of the Necronomicon“                            | podzim 1927                         | 1938                   | pseudohistorický text          |
| „Hrůza v Dunwichi“                                           | „The Dunwich Horror“                                     | srpen 1928                          | duben 1929             | povídka                        |
| „Tamtéž“                                                     | „Ibid“                                                   | léto 1928                           | leden 1938             | povídka                        |
| „Šepot v temnotách“ (též „Šepot ve tmě“, „Kdo šeptá ve tmě“) | „The Whisperer in Darkness“                              | 24. února – 26. září 1930           | srpen 1931             | novela                         |
| „V horách šílenství“                                         | „At the Mountains of Madness“                            | 24. února – 22. března 1931         | únor–duben 1936        | novela                         |
| „Stín nad Innsmouthem“                                       | „The Shadow Over Innsmouth“                              | listopad–prosinec 1931              | duben 1936             | novela                         |
| „Sny v čarodějnickém domě“                                   | „The Dreams in the Witch House“                          | únor 1932                           | červenec 1933          | povídka                        |
| „Věc na prahu“                                               | „The Thing on the Doorstep“                              | 21.–24. srpna 1933                  | leden 1937             | povídka                        |
| „Kniha“                                                      | „The Book“                                               | asi říjen 1933                      | 1938                   | nedokončená povídka            |
| „Ďábelský kněz“                                              | „The Evil Clergyman“                                     | podzim 1933                         | duben 1939             | výňatek z dopisu               |
| „Stín z času“                                                | „The Shadow Out of Time“                                 | 10. listopadu 1934 – 22. února 1935 | červen 1936            | novela                         |
| „Přízrak temnoty“                                            | „The Haunter of the Dark“                                | 5.–9. listopadu 1935                | prosinec 1936          | povídka                        |

### Rozhlasová zpracování děl
Povídka „Barva z vesmíru“ byla dramatizována v Českém rozhlasu v roce 2012 jako četba na pokračování. Překlad Jan Balabán, v režii Vlada Ruska četl Lukáš Hlavica.
V roce 2023 byla novela V horách šílenství zpracována jako dvanáctidílná četba na pokračování. Z překladu Stanislavy Menšíkové pro rozhlas připravil Petr Turek. V režii Vlada Ruska četl Igor Bareš.

### Spolupráce s jinými autory, revize cizích textů, ghostwriting
| Název                                      | Původní název                                         | Napsáno                        | Poprvé publikováno   | Spolupracovník/zadavatel                                                                                  |
| ------------------------------------------ | ----------------------------------------------------- | ------------------------------ | -------------------- | --- |
| „Zápas, jenž ukončil století“              | „The Battle that Ended the Century“                   | červen 1934                    | červen 1934          | R. H. Barlow                                                                                              |
| „Bothon“ (též „Pohmoždění“)                | „Bothon“ („The Bruise“)                               | 1946                           | 1946                 | Henry S. Whitehead (Lovecraftův a Whiteheadův podíl nejistý, autorem možná podle poznámek August Derleth) |
| „Výzva z jiného světa“                     | „The Challenge from Beyond“                           | srpen 1935                     | září 1935            | C.L. Moore, A. Merritt, Robert E. Howard and Frank Belknap Long                                           |
| „Kolabující kosmy“                         | „Collapsing Cosmoses“                                 | 1938                           | 1938                 | R. H. Barlow                                                                                              |
| „Hemživý chaos“                            | „The Crawling Chaos“                                  | asi prosinec 1920              | duben 1921           | Winifred V. Jacksonová                                                                                    |
| „Yigova kletba“                            | „The Curse of Yig“                                    | jaro 1928                      | listopad 1929        | Zealia Bishopová                                                                                          |
| „Deník Alonza Typera“                      | „The Diary of Alonzo Typer“                           | říjen 1935                     | únor 1938            | William Lumley                                                                                            |
| „Vyzvednutí z hrobu“                       | „The Disinterment“                                    | září 1935                      | leden 1937           | Duane W. Rimel                                                                                            |
| „Elektrický popravčí“                      | „The Electric Executioner“                            | červenec 1929                  | srpen 1930           | Adolphe de Castro (původní Castrova verze, „Automatický popravčí”, vyšla 14. listopadu 1891)              |
| „Zelená louka“                             | „The Green Meadow“                                    | asi 1918–1919                  | jaro 1927            | Winifred V. Jacksonová                                                                                    |
| „Ve čtyři hodiny“                          | „Four O'Clock“                                        | 1922                           | 1949                 | Sonia H. Greeneová                                                                                        |
| „Poklad zvěromága“                         | „The Hoard of the Wizard-Beast“                       | 1933                           | 1933                 | R. H. Barlow                                                                                              |
| „Hrůza na Martinově pláži“                 | „The Horror at Martin's Beach“                        | červen 1922                    | listopad 1923        | Sonia H. Greeneová                                                                                        |
| „Hrůza na pohřebišti“                      | „The Horror in the Burying-Ground“                    | asi 1933–1934                  | květen 1937          | Hazel Healdová                                                                                            |
| „Hrůza v muzeu“                            | „The Horror in the Museum“                            | říjen 1932                     | červenec 1933        | Hazel Healdová                                                                                            |
| „Pod pyramidami“ (též „Uvězněn s faraóny“) | „Imprisoned with the Pharaohs“ („Under the Pyramids“) | únor 1924                      | květen–červenec 1924 | Harry Houdini                                                                                             |
| „Poslední test“                            | „The Last Test“                                       | asi říjen–listopad 1927        | listopad 1928        | Adolphe de Castro                                                                                         |
| „Muž z kamene“                             | „The Man of Stone“                                    | léto 1932                      | říjen 1932           | Hazel Healdová                                                                                            |
| „Smyčka medúzy“                            | „Medusa's Coil“                                       | asi květen–srpen 1930          | leden 1939           | Zealia Bishopová                                                                                          |
| „Pahorek“                                  | „The Mound“                                           | asi prosinec 1929 – leden 1930 | listopad 1940        | Zealia Bishopová                                                                                          |
| „Noční oceán“                              | „The Night Ocean“                                     | léto 1936                      | zima 1939            | R. H. Barlow                                                                                              |
| „Z hloubi eonů“                            | „Out of the Aeons“                                    | asi srpen 1933                 | duben 1935           | Hazel Healdová                                                                                            |
| „Poezie a bohové“                          | „Poetry and the Gods“                                 | asi léto 1920                  | září 1920            | Anna Helen Croftsová                                                                                      |
| „Skolení monstra“                          | „The Slaying of the Monster“                          | 1933                           | 1933                 | R. H. Barlow                                                                                              |
| „Aphlarova magie“                          | „The Sorcery of Aphlar“                               | 1934                           | 1934                 | Duane W. Rimel                                                                                            |
| „Cosi v měsíčním světle“                   | „The Thing in the Moonlight“                          | listopad 1927                  | leden 1941           | J. Chapman Miske (úryvek z dopisu, který Miske pouze pojmenoval)                                          |
| „Branami stříbrného klíče“                 | „Through the Gates of the Silver Key“                 | říjen 1932 – duben 1933        | červenec 1934        | Edgar Hoffmann Price                                                                                      |
| „Spíš moře vyschnou“                       | „Till A'the Seas“                                     | leden 1935                     | léto 1935            | R. H. Barlow                                                                                              |
| „Past“                                     | „The Trap“                                            | asi léto 1931                  | březen 1932          | Henry S. Whitehead                                                                                        |
| „Strom na kopci“                           | „The Tree on the Hill“                                | květen 1934                    | září 1940            | Duane W. Rimel                                                                                            |
| „Dvě černé láhve“                          | „Two Black Bottles“                                   | červen–říjen 1926              | srpen 1927           | Wilfred Blanch Talman                                                                                     |
| „Ve zdech Eryxu“                           | „In the Walls of Eryx“                                | leden 1936                     | říjen 1939           | Kenneth Sterling                                                                                          |
| „Okřídlená smrt“                           | „Winged Death“                                        | asi léto 1932                  | březen 1934          | Hazel Healdová                                                                                            |
| „Satanovi služebníci“                      | „Satan's Servants“                                    | 1935                           | 1949                 | Robert Bloch (Lovecraftův podíl nejistý)                                                                  |

### Přírodní vědy
(Řazeno dle abecedy)
- The Art of Fusion, Melting, Pudling & Casting (1899)
- Chemistry; 4 extant volumes (1899)
- A Good Anaesthetic (1899)
- The Scientific Gazette; 32 issues (1899–1909)
- The Railroad Review (1901)
- My Opinion as to the Lunar Canals (1903)
- The Rhode Island Journal of Astronomy; 69 issues (1909)
- Astronomy/The Monthly Almanack; 9 issues (1904)
- The Planet (1903)
- The R.I. Journal of Science & Astronomy (1903)
- Annals of the Providence Observatory (1904)
- Providence Observatory: Forecast for Providence & Vicinity Next 24h (1904)
- The Science Library; 3 extant volumes (1904)
- No Transit of Mars (1906)
- Trans-Neptunian Planets (1906)
- The Moon (1903–1906)
- Astronomy Articles for the Pawtuxet Valley Gleaner (1906)
- Astronomy Articles for the Providence Tribune (1908)
- The Earth Not Hollow (1906)
- Does “Vulcan” Exist? (1906)
- Third Annual Report of the Prov. Meteorological Station (1907)
- Celestial Objects for All (1907)
- Astronomical Notebook (1909–1915)
- Venus and the Public Eye (1909)
- Astronomy Articles for the Providence Evening News (1918)
- Science versus Charlatanry (1914)
- The Falsity of Astrology (1914)
- Astrology and the Future (1914)
- Delavan’s Comet and Astrology (1914)
- The Fall of Astrology (1914)
- Isaac Bickerstaffe’s Reply (1914)
- Mysteries of the Heavens Revealed by Astronomy (1915)
- Editor’s Note to “The Irish and the Fairies” by Peter J. MacManus (1916)
- Brumalia (1916)
- The Truth About Mars (1917)
- The Cancer of Superstition (1926)
- Some Backgrounds of Fairyland (1932)